# Jean-François Julliard (journaliste)
Pour les articles homonymes, voir Jean-François Julliard.
Jean-François Julliard est journaliste au Canard enchaîné.

## Biographie
Jean-François Julliard, né en 1963 à Paris, est le fils de Jacques Julliard. À sa sortie du Centre de formation des journalistes en 1985, il entre au Canard enchaîné à 22 ans. Il est alors le benjamin de l'équipe de rédacteurs de l'hebdomadaire satirique.
Il est nommé corédacteur en chef du Canard enchaîné en 2017.
« La concurrence en matière de presse d'investigation est un aiguillon. Jusqu'au début des années 1980, nous étions peu de journaux à faire ce travail [...] Aujourd'hui, tout le monde ou presque fait de l'investigation. Le semi-monopole dont nous bénéficiions a disparu, en raison de la concurrence, mais aussi parce que, sur ce point, la démocratie est devenue plus mature. »
En 2021, la rédaction du Canard prend un virage syndical, qui induit des changements en matière de conditions de travail et de ligne éditoriale. Jean-François Julliard confie au Monde que le climat était devenu « peut-être trop familial, trop paternaliste, comme cela se passe dans les boîtes à petit effectif. »
En 2023, prenant parti dans la crise au sein de la rédaction du Canard enchaîné suite au soupçon d'emploi fictif lié à André Escaro, Erik Emptaz et Jean-François Julliard, co-rédacteurs en chef, accusent Christophe Nobili, auteur du livre Cher Canard. De l'affaire Fillon à celle du Canard enchaîné, de vouloir « mettre à mal le journal par tous les moyens » et posent clairement la question de son départ de l'hebdomadaire ; ils sont désavoués par une partie des salariés.
En poste depuis 1992, Michel Gaillard quitte la présidence du Canard enchaîné en juillet 2023 et est remplacé par Nicolas Brimo. Jean-François Julliard devient le nouveau directeur général délégué et directeur de la publication.
En février 2024, Le Canard enchaîné qui traverse une période difficile change à nouveau de direction. Éric Emptaz ancien corédacteur en chef devient Président et directeur de la publication, Jean-François Julliard prend la direction de la rédaction.